# 蒙蒂莫尔
蒙蒂莫尔是巴西圣保罗州的一个市镇。总面积240.787平方公里，总人口46641人，人口密度193.7人/平方公里。